# Tinta y tiempo
Tinta y tiempo es el decimotercer álbum de estudio del cantautor uruguayo Jorge Drexler. Fue publicado el 22 de abril de 2022 a través de Sony Music. A diferencia de su álbum previo y sonido más austero, contiene arreglos orquestales, sonidos electrónicos y colaboraciones especiales de Rubén Blades, C. Tangana, Noga Erez y Martín Buscaglia.
En los Premios Grammy 2022, Drexler fue victorioso en seis categorías, incluyendo el premio al «mejor álbum cantautor».

## Concepto
Al inicio de la Pandemia de COVID-19 y notando que otros músicos estaban realizando álbumes acústicos, Drexler también estuvo buscando inspiración con los instrumentos que tenía a su alcance. Luego de un tiempo, notaba extrañar los lazos con sus colegas, y sobre todo, «los sonidos orquestales».
Esa idea se fue reflejando en la canción introductoria «El plan maestro» con Rubén Blades. Otros ritmos como bossa nova aparece en «El día que estrenaste al mundo», mientras que «Tocarte», una colaboración con C. Tangana, contiene una percusión más minimalista que fue comparada con canciones del álbum El Madrileño.

## Lista de canciones
Todas las canciones escritas y compuestas por Jorge Drexler, excepto donde se indique. 
| N.º   | Título                                        | Escritor(es)                                                        | Duración |  |
| 1.    | «El plan maestro» (con Rubén Blades)          | Drexler · Alejandra Melfo · Carlos Casacuberta · Fernando Velázquez | 3:50     |  |
| 2.    | «Corazón impar»                               |                                                                     | 3:10     |  |
| 3.    | «Cinturón blanco»                             |                                                                     | 3:40     |  |
| 4.    | «Tocarte» (con C. Tangana)                    | Drexler · Pablo Drexler · Antón Álvarez Alfaro · Víctor Martínez    | 2:34     |  |
| 5.    | «Tinta y tiempo»                              |                                                                     | 4:09     |  |
| 6.    | «¡Oh, Algoritmo!» (con Noga Erez)             | Drexler · Didi Gutman · Noga Erez · Ori Rousso                      | 3:04     |  |
| 7.    | «Amor al arte»                                |                                                                     | 4:30     |  |
| 8.    | «El día que estrenaste al mundo»              |                                                                     | 3:09     |  |
| 9.    | «Bendito desconcierto» (con Martín Buscaglia) | Drexler · Martín Buscaglia                                          | 3:31     |  |
| 10.   | «Duermevela»                                  |                                                                     | 3:14     |  |
| 40:02 |                                               |                                                                     |          |  |

## Posicionamiento en listas
| Listas (2022)            | Mejor posición |
| ------------------------ | -------------- |
| España (Top 100 Álbumes) | 7              |